# 日梅勒莱卡斯卡德
日梅勒莱卡斯卡德（法語：Gimel-les-Cascades，法語發音：[ʒimɛl le kaskad]）是法国科雷兹省的一个市镇，属于蒂勒区。

## 地理
日梅勒莱卡斯卡德（45°17'58"N, 1°51'2"E）面积20.86 平方千米，位于法国新阿基坦大区科雷兹省，该省份为法国中南部省份，北起上维埃纳省和克勒兹省，西接多爾多涅省，南至洛特省，东临多姆山省和康塔爾省。
与日梅勒莱卡斯卡德接壤的市镇（或旧市镇、城区）包括：科雷兹河畔莱桑格勒、巴尔、沙纳克莱米讷、科雷兹、纳沃、圣马夏尔德日梅勒、圣普列斯特-德日梅勒、蒂勒。

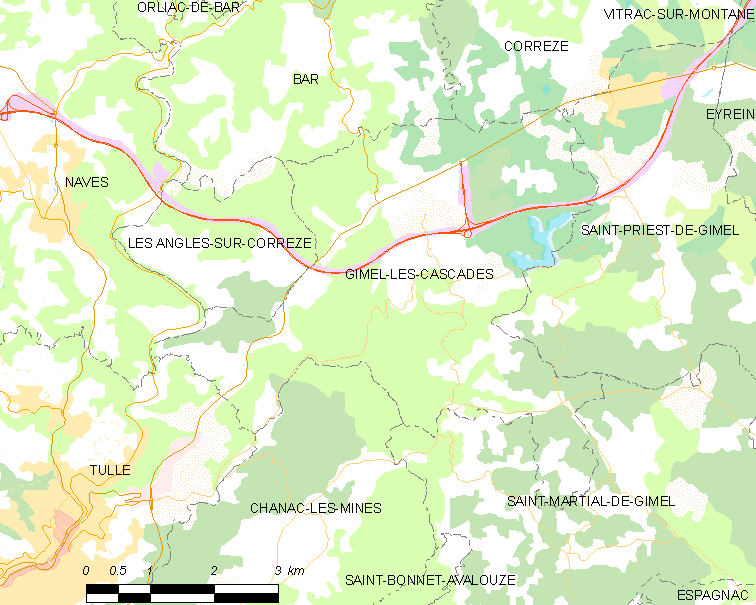
日梅勒莱卡斯卡德的OSM定位图

日梅勒莱卡斯卡德的时区为UTC+01:00、UTC+02:00（夏令时）。

## 行政
日梅勒莱卡斯卡德的邮政编码为19800，INSEE市镇编码为19085。

## 政治
日梅勒莱卡斯卡德所属的省级选区为纳沃县。

## 人口

1962-2008年间日梅勒莱卡斯卡德人口变化图示

日梅勒莱卡斯卡德于2022年1月1日时的人口数量为765人。